# Glaphyrolytta
Glaphyrolytta is een geslacht van kevers uit de familie oliekevers (Meloidae).
Het geslacht is voor het eerst wetenschappelijk beschreven in 1958 door Martinez.

## Soorten
Het geslacht omvat de volgende soort:
- Glaphyrolytta viridipennis (Burmeister, 1865)